# Marville-Moutiers-Brûlé
 Marville-Moutiers-Brûlé  es una población y comuna francesa, en la región de  Centro, departamento de Eure y Loir, en el distrito de Dreux y cantón de Dreux-Sud.

## Demografía
| 507 | 506 | 630 | 737 | 838 | 826 |
| Para los censos de 1962 a 1999 la población legal corresponde a la población sin duplicidades (Fuente: INSEE [Consultar]) |     |     |     |     |     |